# 辟雍

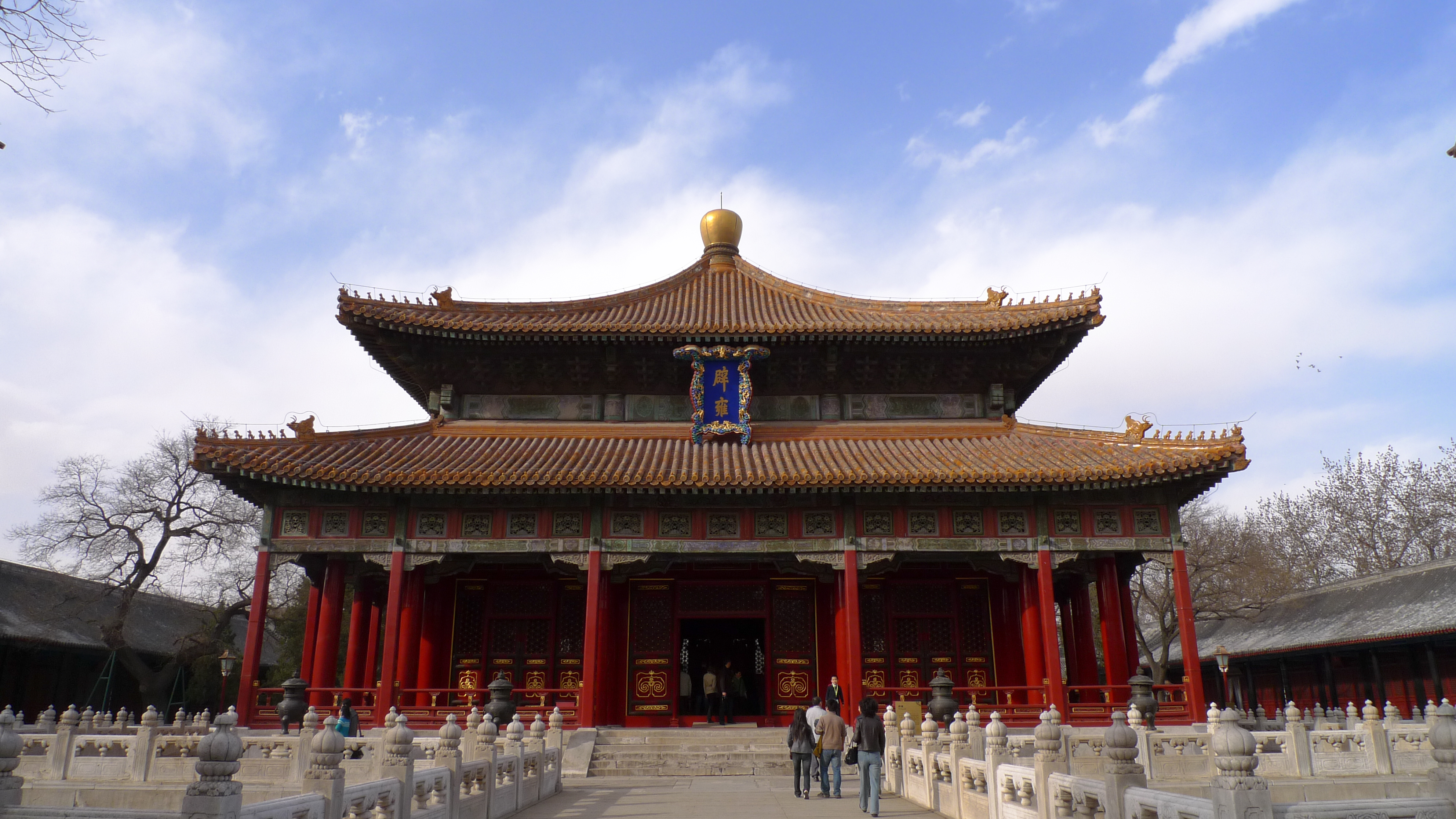
北京国子监辟雍大殿，建於清乾隆四十九年

辟雍，又作璧雍、辟雝，是西周時的大學。辟雍是西周時期的圓形建築物，四面环水为雍。贵族子弟都在辟雍學習礼仪、音乐、舞蹈、骑马等。《礼记·王制》：“大学在郊，天子曰辟雍，诸侯曰泮宫。”《五经通义》：“天子立辟雍者何？所以行礼乐，宣教化，教导天下之人，使为士君子，养三老，事五更，与诸侯行礼之处也。”
辟雍又和上庠、東序、瞽宗、成均合稱五學。周朝京師，其學有五，南為成均、北為上庠，東為東序，西為瞽宗，中為辟雍。因辟雍最尊，故以辟雍統稱之。其中，原先，成均為黃帝時之大學，上庠為舜帝時之大學，東序為禹帝、夏朝時之大學，瞽宗為商朝時之高等學校、音樂最高學府。
《周礼·春官》谓大学名“成均”。《礼记》又有辟雍、上庠，东序（亦名东胶）、瞽宗，与成均为五学，均为大学。在金文中已见记载。据后人考释，明堂与辟雍实为一事而异名。
西汉以后，历代皆有辟雍，除北宋末年作为太学之预备学校外，多为祭祀用。漢代以後，直至清朝，辟雍是太學、國子監的構成部分，是皇帝講學的場所。今北京国子监内辟雍，乾隆时造，为皇帝讲学之所。《麦尊》铭文：“在辟雍，王乘于舟为大礼。王射击大龚禽，侯乘于赤旗舟从。”《礼记·王制》：“大学在郊，天子曰辟雍，诸侯曰泮宫。”汉班固《白虎通·辟雍》：“辟者，璧也。象璧圆又以法天，于雍水侧，象教化流行也。”《五经通义》：“天子立辟雍者何？所以行礼乐，宣教化，教导天下之人，使为士君子，养三老，事五更，与诸侯行礼之处也。”东汉李尤《辟雍赋》：“辟雍岩岩，规矩圆方。阶序牖闼，双观四张。流水汤汤，造舟为梁。神圣班德，由斯以匡。”